# Saison 2 de Skam France
 (décembre 2018).
Si vous disposez d'ouvrages ou d'articles de référence ou si vous connaissez des sites web de qualité traitant du thème abordé ici, merci de compléter l'article en donnant les références utiles à sa vérifiabilité et en les liant à la section « Notes et références ».
Chronologie
Saison 1 Saison 3
Cet article présente le guide des épisodes de la deuxième saison de la web-série française Skam France.

## Synopsis de la saison
Cette saison sera centrée sur le personnage de Manon Demissy, une adolescente discrète et mystérieuse qui ne l'empêche pas de défendre ses amies et d'entretenir une relation cachée avec le garçon le plus populaire du lycée.

## Distribution

### Acteurs principaux
- Marilyn Lima : Manon Demissy
- Philippine Stindel : Emma Borgès
- Lula Cotton-Frapier : Daphné Lecomte
- Assa Sylla : Imane Bakhellal
- Coline Preher : Alexia
- Axel Auriant : Lucas Lallemant
- Michel Biel : Charles Munier
- Théo Christine : Alexandre « Alex » Delano
- Léo Daudin : Yann Cazas
- Zoé Marchal : Ingrid Spielman

### Acteurs récurrents et invités
- Raphaëlle Amar : Camille
- Aliénor Barré : Lisa
- Roberto Calvet : Nicolas
- Olivia Côte : infirmière du lycée
- Amaury de Crayencour : le professeur d'éducation physique
- Isabelle Desplantes : mère d'Emma
- Alexandre Desrousseaux : mec
- Edouard Eftimakis : Mickaël
- Manon Gaurin : Anaïs
- Lucie Guillaume : Ana
- Mikaël Halimi : Igor
- Charlotte Hoepffner : Océane
- Victor Le Blond : Romain
- Pierre Lewest : Tom
- Mickaël Lumière : Julien
- Kassandra Ndoumbe : Suzanne
- Julie Nguyen : Sarah Blum
- Sabrina Ould Hammouda : Marie
- Adrien Pelon : Maxime
- Annie-Laure Perez : le professeur d'espagnol
- Esteban Vial : garçon blond
- Gwendal Kerdelhue : type énervé

## Équipe technique
- Créatrice : Julie Andem
- Réalisateur : David Hourrègue
- Adaptation : Cyril Tysz, Clémence Lebatteux, Karen Guillorel, Julien Capron
- Scénarios : Cyril Tysz, Clémence Lebatteux, Karen Guillorel, Julien Capron, Frédéric Garcia, Mélusine Laura Raynaud, Bruno Lugan

## Liste des épisodes
1. Laisse Daphné tranquille
2. Et laisse-moi aussi
3. Se rapprocher
4. Une nuit d'enfer
5. Tu penses qu'à toi
6. Élément perturbateur
7. Tu jures que tu bouges pas
8. T'es juste trop naïve
9. Les jours d'après
10. Jamais sortir du lit
11. Menacée
12. Psychotage
13. À jamais jeunes

### Épisode 1:Laisse Daphné tranquille
- France : 14 avril 2018 sur France.tv / France 4[1]

### Épisode 2:Et laisse-moi aussi
- France : 20 avril 2018 sur France.tv / France 4

### Épisode 3:Se rapprocher
- France : 27 avril 2018 sur France.tv / France 4

### Épisode 4:Une nuit d'enfer
- France : 29 avril 2018 sur France.tv / France 4

### Épisode 5:Tu penses qu'à toi
- France : 4 mai 2018 sur France.tv / France 4

### Épisode 6:Élément perturbateur
- France : 11 mai 2018 sur France.tv / France 4

### Épisode 7:Tu jures que tu bouges pas
- France : 18 mai 2018 sur France.tv / France 4

### Épisode 8:T'es juste trop naïve
- France : 25 mai 2018 sur France.tv / France 4

### Épisode 9:Les jours d'après
- France : 1er juin 2018 sur France.tv / France 4

### Épisode 10:Jamais sortir du lit
- France : 2 juin 2018 sur France.tv / France 4

### Épisode 11:Menacée
- France : 5 juin 2018 sur France.tv / France 4

### Épisode 12:Psychotage
- France : 15 juin 2018 sur France.tv / France 4

### Épisode 13:À jamais jeunes
- France : 22 juin 2018 sur France.tv / France 4